# تیم دوچرخه‌سواری کوفیدیس
تیم دوچرخه‌سواری کوفیدیس (فرانسوی: Cofidis‎) یک تیم دوچرخه‌سواری در کشور فرانسه است.
این تیم که در سال ۱۹۹۷ تأسیس شده در سال ۱۹۹۸ در رده‌بندی تیمی تور دو فرانس توانسته است مقام اول را کسب کند.